# Liste der Baudenkmale in Barum (Landkreis Uelzen)
In der Liste der Baudenkmale in Barum sind alle Baudenkmale der niedersächsischen Gemeinde Barum aufgelistet. Die Quelle der IDs und der Beschreibungen ist der Denkmalatlas Niedersachsen. Der Stand der Liste ist der 14. Juli 2021.

## Allgemein
In den Spalten befinden sich folgende Informationen:
- Lage: die Adresse des Baudenkmales und die geographischen Koordinaten. Kartenansicht, um Koordinaten zu setzen. In der Kartenansicht sind Baudenkmale ohne Koordinaten mit einem roten Marker dargestellt und können in der Karte gesetzt werden. Baudenkmale ohne Bild sind mit einem blauen Marker gekennzeichnet, Baudenkmale mit Bild mit einem grünen Marker.
- Bezeichnung: Bezeichnung des Baudenkmales
- Beschreibung: die Beschreibung des Baudenkmales. Unter § 3 Abs. 2 NDSchG werden Einzeldenkmale und unter § 3 Abs. 3 NDSchG Gruppen baulicher Anlagen und deren Bestandteile ausgewiesen.
- ID: die Objekt-ID des Baudenkmales
- Bild: ein Bild des Baudenkmales, ggf. zusätzlich mit einem Link zu weiteren Fotos des Baudenkmals im Medienarchiv Wikimedia Commons. Wenn man auf das Kamerasymbol klickt, können Fotos zu Baudenkmalen aus dieser Liste hochgeladen werden:

## Barum

### Gruppe: Gut Barum
Die Gruppe „Gut Barum“ hat die ID 31079651.
Gutsanlage am östlichen Ortsrand, bestehend aus einem Fachwerk-Herrenhaus mit Wassergraben, einer südlich gelegenen Scheune, einem „Altes Schloss“ genannten, heute als Scheune genutztem Gebäude nördlich des Herrenhauses, weiteren Neben- und Wirtschaftsgebäuden mit gepflastertem Wirtschaftshof sowie einem Brunnen.

| Lage                                         | Bezeichnung  | Beschreibung | ID       | Bild |
| -------------------------------------------- | ------------ | --- | -------- | ---- |
| Am Rittergut 1, 1a 53° 3′ 6″ N, 10° 31′ 5″ O | Herrenhaus   | Freistehender, von einem Wassergraben umgebener, zweigeschossiger Fachwerkbau mit Backsteinausfachung unter Halbwalmdach in Pfannendeckung. Symmetrische Fassaden mit 8 traufseitigen Fensterachsen. Zwerchhaus über dem Haupteingang um 1900. Im Osten an der Längsseite vorgesetzter Anbau um 1900.                                                                               | 31084887 | BW   |
| Am Rittergut 1, 1a 53° 3′ 6″ N, 10° 31′ 4″ O | Wassergraben | Künstlich angelegter Wassergraben um das Gutshaus, gespeist vom östlich vorbeifließenden Mühlenbach, mit Brücke auf der Westseite vor dem Haupteingang des Gutshauses. | 49919311 | BW   |
| Am Rittergut 1, 1a 53° 3′ 7″ N, 10° 31′ 1″ O | Scheune      | Traufständiger Backsteinbau in diagonaler Lage an Straßenecke, mit aufgesetztem Kniestock in Fachwerk unter Halbwalmdach in Pfannendeckung. Zwerchgaube mit Ladeluke an der nordwestlichen Traufseite. Eine außermittige Längseinfahrt. Zugesetzte Fensteröffnungen. Gerüstlöcher.                                                                                                  | 31085038 | BW   |
| Am Rittergut 1, 1a 53° 3′ 7″ N, 10° 31′ 2″ O | Stall        | Freistehender, im Grundriss abgeknickter, eingeschossiger Backsteinbau an der nordwestlichen Grundstücksgrenze mit hohem Fachwerk-Drempel mit Backsteinausfachung unter Satteldach. Ecktürmchen mit geschweifter Haube in Biberschwanzdeckung an der Südostecke. Inschriftliche Datierung "1909" an der Wetterfahne. Ursprünglicher nördlicher Eckturm nur im Erdgeschoss erhalten. | 31084956 | BW   |
| Am Rittergut 1, 1a 53° 3′ 7″ N, 10° 31′ 3″ O | Altes Schloß | Freistehender, zweistöckiger Fachwerkbau unter Halbwalmdach in Pfannendeckung. Über der Eingangstür Zwerchgiebel mit Lastenrolle. Westliche Giebelseite massiv erneuert, mit Ladeluken. Heute als Scheune genutzt. Teilweise unterkellert. | 31084972 | BW   |
| Am Rittergut 1, 1a 53° 3′ 7″ N, 10° 31′ 3″ O | Brunnen      | Rechteckige Brunneneinfassung aus Sandstein. Inschriftliche Datierung "Anno 1649" und Initialen der damaligen Gutsherrschaft. | 37201714 | BW   |
| Am Rittergut 1, 1a 53° 3′ 5″ N, 10° 31′ 4″ O | Scheune      | Freistehender Fachwerkbau mit geschlämmten Backsteinausfachungen auf Feldsteinsockel unter Halbwalmdach in Hohlpfannendeckung. Außermittige Längsdurchfahrt. Um 1750. Jüngere Anbauten. | 31085005 | BW   |

### Einzeldenkmal in Barum
| Lage                                       | Bezeichnung              | Beschreibung | ID       | Bild           |
| ------------------------------------------ | ------------------------ | --- | -------- | -------------- |
| Kirchgasse 53° 3′ 2″ N, 10° 30′ 58″ O      | Kirche                   | Die evangelische Kirche St. Georg Barum stammt aus dem Mittelalter. Die Kirche ist einschiffig und wurde aus Felssteinen errichtet. Im Westen der Kirche steht der eigenständige Turm. Der Turm ist ein Fachwerkbau, die Gefache unten sind als Andreaskreuze gestaltet, die obigen sind mit Rundbögen gestaltet. Erbaut wurde der Turm in der zweiten Hälfte des 17. Jahrhunderts. | 31084780 | Weitere Bilder |
| Kirchgasse 53° 3′ 2″ N, 10° 30′ 58″ O      | Kirchhof                 | Ehemaliger Friedhof auf annähernd rechteckigem Grundriss um die mittig gelegene Kirche, erhöht gelegen mit talseitiger Feldstein-Stützmauer. Heute gartenähnliche Grünfläche ohne Friedhofsnutzung. | 31084905 | BW             |
| Kirchgasse 53° 3′ 2″ N, 10° 31′ 0″ O       | Gefallenendenkmal        | Rechteckiger Steinpfeiler auf Stufen, bekrönt von Soldatenhelm. Relief einer Trauernden mit Kranz an der Ostseite. Bronzetafeln mit Namen der Gefallenen an den drei übrigen Seiten. | 31084922 | BW             |
| Kirchgasse 3 53° 3′ 3″ N, 10° 30′ 58″ O    | Pfarrhaus                | Von der Straße zurückgesetzter, traufständiger Fachwerkbau mit verputzten Gefachen unter Halbwalmdach in Ziegelpfannendeckung. Jüngeres, zweigeschossiges Zwerchhaus in der westlichen Hälfte der südlichen Traufseite unter Satteldach mit Freigespärre. | 31084762 | BW             |
| Zur Schmiede 11 53° 3′ 5″ N, 10° 30′ 56″ O | Wohn-/Wirtschaftsgebäude | Vierständer-Fachwerkbau mit Backsteinausfachung in Ecklage, traufständig zur Kirchgasse, giebelständig zur Straße Zur Schmiede, unter Halbwalmdach. Fachwerk teilweise rekonstruiert. Teilweise rekonstruierte Inschrift am Westgiebel, mit bauzeitlicher Datierung "1826" am Dielentorsturz.                                                                                       | 31084709 | BW             |
| An der Mühle 1 53° 2′ 32″ N, 10° 30′ 36″ O | Mühle                    | Traufständiges Mühlengebäude zwischen Straße im Norden, Mühlteich im Westen und Mühlgraben im Süden. Bruchstein- und Fachwerkbau unter einseitig abgewalmtem Satteldach. Mittiges Zwerchhaus mit Aufzugsrolle auf der Nordseite. | 31084692 | BW             |

## Tätendorf-Eppensen

### Einzeldenkmal in Tätendorf-Eppensen
| Lage                                        | Bezeichnung              | Beschreibung | ID       | Bild |
| ------------------------------------------- | ------------------------ | --- | -------- | ---- |
| Bevenser Weg 10 53° 2′ 53″ N, 10° 32′ 46″ O | Wohn-/Wirtschaftsgebäude | Freistehender Zweiständer-Fachwerkbau mit Feldsteinsockel und Backsteinausfachung unter Halbwalmdach. Inschrift mit Bauherrennamen sowie Datierung "1822" am Torsturz. | 31084816 | BW   |
| Eppenser Ring 6 53° 2′ 45″ N, 10° 32′ 48″ O | Wohnhaus                 | Anderthalbgeschossiger, gelber Sichtbacksteinbau unter Satteldach in Ziegelpfannendeckung. Breiter, zweigeschossiger Mittelrisalit unter Satteldach. Lisenengliederung, im Mittelrisalit gekuppelte Rundbogenfenster. Schmalerer, anderthalbgeschossiger Anbau am Westgiebel unter Satteldach. An allen Giebeln Dachüberstand mit Freigespärren. | 31084798 | BW   |